# جعلان بنی بوحسن
 شهرستان جعلان بنی بو حسن  (به عربی:  ولایة جعلان بنی بو حسن ) 
شهرستانهای منطقه شرقی در کشور پادشاهی عمان است. 

## جمعیت
جمعیت آن  در حدود ۲۵ هزار نفر می‌باشد.